# Gare de Colmar
Gare de Colmar vasútállomás Franciaországban, Colmar településen.

## Vasútvonalak
Az állomást az alábbi vasútvonalak érintik:
- Strasbourg–Bázel-vasútvonal
- Colmar–Metzeral-vasútvonal

## Kapcsolódó állomások
A vasútállomáshoz az alábbi állomások vannak a legközelebb:
- Gare de Colmar-Saint-Joseph
- Gare de Herrlisheim-près-Colmar
- Gare de Bennwihr
- Gare de Sélestat